# استان پوتنزا

استان پوتنزا (به ایتالیایی: Provincia di Potenza) از استان‌های کشور ایتالیا است. استان پوتنزا در جنوب این کشور قرار دارد. مرکز این استان شهر پوتنزا و زیرمجموعه ناحیه باسیلیکاتا می‌باشد. مساحت این استان ۶٬۵۴۵ کیلومتر مربع و جمعیت آن ۳۸۱٬۹۸۸ نفر است.